# Roi An de Zhou
Le roi An de Zhou, ou Zhou An wang (chinois : 周安王) de son nom personnel Ji Jiao (姬驕). Il fut le trente-troisième roi de la dynastie Zhou. Il fut couronné à Chengzhou en 401 av. J.-C. Il régna sur Luoyi et ses environs de 401 à 375 av. J.-C.

## Règne

### Un allié de perdu
La famille Jiang qui dirigeait le duché de Qi fut renversée en 384 av. J.-C. et perdit le contrôle de son duché. Cette famille qui descendait de l'illustre Jiang Ziya était une alliée de première heure des rois Zhou. Quand les rois Zhou avaient besoin d'aide, ils se tournaient naturellement vers Qi. Or la déposition de la famille Jiang au profit de la famille Tian, annula l'alliance avec les rois Zhou. Ces derniers ne purent désormais plus se tourner vers Qi pour obtenir de l'aide. En perdant Qi, les Zhou perdirent ainsi un de leurs derniers alliés très puissants.

### La destruction de Jin
Le duché de Jin vit sa famille ducale se faire exterminer au cours d'une lutte de pouvoir tournant autour de trois familles très puissantes à savoir, Zhao, Han et Wei. Comme la famille souveraine avait été exterminée, on demanda au roi An de prononcer la fin de Jin. C'est ainsi qu'en 376 av. J.-C., le duché de Jin disparut définitivement de la politique féodale de l'époque au profit des marquisats de Zhao, Han et Wei, qui un demi-siècle plus tard, s'érigèrent en royaumes.

### Diviser pour mieux régner
Le roi An utilisa la vieille tactique de la division pour éviter de voir son pouvoir faiblir davantage. Ce stratagème fut constamment réutilisé depuis le début des Printemps et Automnes avec un certain succès d'ailleurs. C'est cette tactique qui permit aux rois Zhou de régner aussi longtemps.

## Événements
Mencius et Shang Yang naquirent sous son règne.